# Hydro Flask
Hydro Flask é uma marca de garrafas de água, pertencente ao conglomerado americano Helen of Troy Limited. A marca se tornou popular durante 2019 até o ínicio de 2020. A Hydro Flask é especialmente conhecida pelos millennials e zoomers, assim como estudantes universitários e a subcultura "VSCO girl"; influenciadores digitais e celebridades, especialmente no TikTok, aumentaram a popularidade da marca. A proeminência da Hydro Flask teve um papel no aumento da consciência ambiental e de saúde dos zoomers e millennials e também influenciou na qualidade e aparência de outras garrafas de água reutilizáveis.

## História
A Hydro Flask foi fundada como Steel Technologies em 2009 por Travis Rosbach e sua então namorada, Cindy Weber, devido a sua insatisfação com garrafas de água comerciais. O casal se mudou de Oahu, Havaí para Bend, Oregon, para venderem seus produtos; a empresa foi um sucesso no supermercados locais, principalmente nas comunidades de esportes ao ar livre.
A marca cresceu quando ficou disponível em lojas; por volta dessa época, Travis e Cindy terminaram o seu relacionamento e acabaram vendendo sua empresa para um investidor. Em 2012, o executivo técnico, Scott Allan, se tornou presidente e chefe executivo da empresa. Scott expandiu a companhia para Europa, lançando novos produtos e incrementando marketing da marca nas redes sociais.
Em março de 2016, a Helen of Troy Limited comprou a Hydro Flask por 210 milhões de dólares. Scott Allan se aposentou da empresa em março de 2020, dizendo "as marcas que almejei alcançar quando entrei na empresa finalmente foram atingidas". Suas responsabilidades foram distribuídas para os líderes divisionais da Helen of Troy Limited.

## Produtos
Embora a Hydro Flask seja mais conhecida por suas garrafas de água, também oferecem outros produtos, tais como copos para vinho, potes de comida e bolsas térmicas. As garrafas de água são de aço inoxidável, sendo sua maior parte produzidas na China, contendo dupla-parede com isolamento a vácuo para ajudar a manter os líquidos frios ou quentes. Em outubro de 2019, a Hydro Flask ofereceu customizações de cor em suas garrafas de água, sendo 14 cores (anteriormente só havia na cor preta). A empresa também oferece diferentes tipos e tamanhos de tampas e regularmente lança designs de garrafas de edição limitada.